# Мостиська II
Мостиська II — проміжна прикордонна залізнична станція Львівської дирекції Львівської залізниці на електрифікованій лінії Львів — Мостиська II між станціями Мостиська I (7 км) та Медика (8 км). Розташована в селі Мостиська Другі Яворівського району Львівської області.

## Історія
Станція Мостиська II відкрита 1950 року, і тоді ж станція Мостиська була перейменована на Мостиська II.
У 1972 році станція електрифікована постійним струмом (=3 кВ) в складі дільниці Львів — Мостиська ІІ.
З кінця 1990-х років на станції діє спеціальний пристрій для звуження колісних пар, тому стоянка поїздів на станції з метою зміни візків різної ширини колії є нетривалою.
1 серпня 2023 року «Укрзалізниця» проклала контейнерний маршрут через станцію Мостиська ІІ. У серпні 2024 року на залізничному пункті пропуску Мостиська II — Медика встановлено два додаткових комплектів вагонних домкратів, що дозволило збільшити пропускну здатність поїздів.
15 січня 2025 року «Укрзалізниця» відкрила оновлений пункт прикордонного контролю поїздів на станції Мостиська  II, який сприяє оптимізації логістичних процесів, вдвічі збільшує пропускну здатність та забезпечує швидший рух поїздів через державний кордон. Проєкт реалізований за підтримки Європейського інвестиційного банку. Раніше за добу оглядались лише 6 вантажних поїздів, проте нині — до 15. До реалізації цього проєкту прикордонний огляд поїздів, що прямували з України до Польщі, здійснювався на перегоні Мостиська — Держкордон, а середній час проведення контрольних операцій для одного поїзда складав майже дві години.

## Перспективи будівництва євроколії
Будівництво євроколії зі Львова до польського кордону у листопаді 2019 року анонсував тодішній голова правління «Укрзалізниці» Євген Кравцов. За даними «Інвестиційного атласу України», який був опублікований на сайті Кабінету Міністрів України 26 січня 2020 року, бюджет будівництва євроколії від залізничної станції Скнилів у Львові до державного кордону з Польщею (станція Мостиська II) становитиме 20,8 млн доларів США, а його завершення планується у 2021 році. Передбачається, що нова євроколія забезпечить інтеграцію з європейською залізничною системою, надасть доступ залізничним підприємствам Євросоюзу до залізничної мережі «Укрзалізниці», скоротить час проходження митного контролю та очікування максимум до 4 годин та покращить якість сервісу перевезень. Крім того, уряд розраховує на приріст пасажиропотоку за напрямками Україна — ЄС до трьох пасажирських поїздів на день, тобто 634 тис. пасажирів на рік. За даними «Інвестиційного атласу України», заплановане будівництво також «сухого порту» на 100 га поблизу залізничної станції Мостиська II, закінчення якого очікується до 2026 року. У 2026 році передбачено розпочати реконструкцію колії на дільниці Держкордон — Мостиська ІІ — Скнилів, раніше планувалося розпочати роботи у 2024 році.

## Пасажирське сполучення
Станція є прикордонною на українсько-польському кордоні для всіх поїздів, що прямують зі Львова та  кінцевою для приміських поїздів. Для поїздів далекого сполучення на станції здійснюється прикордонний та митний контроль.
4 серпня 2021 року було призначено одноразовий рейс поїзда № 902 до станції Бердичів.